# Wald-Michelbach
Wald-Michelbach é um município da Alemanha, situado no distrito de Bergstrasse, no estado de Hesse. Tem 74,36 km² de área, e sua população em 2019 foi estimada em 10.593 habitantes.